# Fresonara
Fresonara é uma comuna italiana da região do Piemonte, província de Alexandria, com cerca de 694 habitantes. Estende-se por uma área de 6,94 km², tendo uma densidade populacional de 100 hab/km². Faz fronteira com Basaluzzo, Bosco Marengo, Predosa.

## Demografia
| Variação demográfica do município entre 1861 e 2011                               |
|                                                                                   |
| Fonte: Istituto Nazionale di Statistica (ISTAT) - Elaboração gráfica da Wikipedia |